# Red Bull RB5
O Red Bull RB5 é o carro da Red Bull Racing construído para disputar a temporada de 2009. Condutores: Mark Webber e Sebastian Vettel. Foi projetado por Adrian Newey e Geoff Willis.

## Lançamento
O RB5 foi lançado mais tarde do que a maioria das equipes rivais para permitir um maior desenvolvimento. Em contrapartida, teve um tempo menor de testes. A esperança da equipe é que o RB5 seja mais competitivo que o seu antecessor RB4, que conseguiu um único pódium em 2008.

## Resultados
O modelo mostrou-se competitivo, permitindo que o alemão Sebastian Vettel vencesse o Grande Prêmio da China, conquistando a primeira vitória da equipe na categoria. Seu companheiro de equipe, o australiano Mark Webber chegou em segundo, completando a dobradinha.
Na corrida seguinte, no Grande Prêmio do Bahrain, Vettel voltou a subir ao podium, dessa vez em segundo lugar. Pela equipe taurina, Webber obteve sua primeira pole e vitória na carreira, no GP da Alemanha.

## Resultados[3]
(legenda) (em negrito indica pole position e itálico volta mais rápida)
| Ano  | Chassi | Motor           | Pneus | Nº | Pilotos          | 1   | 2   | 3   | 4   | 5   | 6   | 7   | 8   | 9   | 10  | 11  | 12  | 13  | 14  | 15  | 16  | 17  | Pontos | Posição |  |
| ---- | ------ | --------------- | ----- | -- | ---------------- | --- | --- | --- | --- | --- | --- | --- | --- | --- | --- | --- | --- | --- | --- | --- | --- | --- | ------ | ------- |  |
|      |        |                 |       |    |                  |     |     |     |     |     |     |     |     |     |     |     |     |     |     |     |     |     |        |         |  |
|      |        |                 |       |    |                  | AUS | MAL | CHN | BHR | ESP | MON | TUR | GBR | GER | HUN | EUR | BEL | ITA | SIN | JAP | BRA | ABD |        |         |  |
| 2009 | RB5    | Renault RS27 V8 | B     | 14 | Mark Webber      | 12  | 61  | 2   | 11  | 3   | 5   | 2   | 2   | 1   | 3   | 9   | 9   | Ret | Ret | 17  | 1   | 2   | 153.5  | 2º      |  |
| 2009 | RB5    | Renault RS27 V8 | B     | 15 | Sebastian Vettel | 13† | 15  | 1   | 2   | 4   | Ret | 3   | 1   | 2   | Ret | Ret | 3   | 8   | 4   | 1   | 4   | 1   | 153.5  | 2º      |  |

↑1  Prova encerrada com 31 voltas por causa da chuva. Como o número de voltas não teve 75% da distância percorrida, foi atribuído metade dos pontos.